# Максимиха (Нижегородская область)
Максимиха — деревня в городском округе Семёновский Нижегородской области России.

## География
Деревня находится на севере центральной части Нижегородской области, в зоне хвойно-широколиственных лесов, на расстоянии приблизительно 29 километров (по прямой) к северо-востоку от города Семёнова, административного центра района. Абсолютная высота — 123 метра над уровнем моря.

### Климат
Климат характеризуется как умеренно континентальный, с влажным нежарким летом и холодной снежной зимой. Средняя температура воздуха самого холодного месяца (января) составляет −12,9 °C; самого тёплого месяца (июля) — 18,4 °C. Годовое количество атмосферных осадков — 550—600 мм.

## Население
| 2002 | 2010 |
| ---- | ---- |
| 29   | ↘14  |

### Национальный состав
Согласно результатам переписи 2002 года, в национальной структуре населения русские составляли 97 %.